# Ringbanen
Ringbanen er en jernbanestrækning i København – oprindelig kaldt Ydre Bybane, Godsringbanen eller Godsbaneringen.

## Historie
Lovgrundlaget blev allerede bragt til veje i 1903, hvor arealerne til anlægget blev reserveret og anskaffet. Banen skulle være en ren godsbane fra Vigerslev over Nørrebro til Hellerup.
I 1919 indgik Statsbanerne og kommunerne Frederiksberg, København og Gentofte i en aftale om, at banen skulle have stationer ved Lyngbyvej, Nørrebrogade og Godthåbsvej med tilhørende persontog, hvis de betalte en del af udgifterne til anlæg af banen. Kommunernes interesse var at få trafikken på de gamle strækninger flyttet væk på grund af de mange overkørsler, som spærrede de stadigt mere trafikerede centrale gader en stor del af dagen. Senere var det planen, at der skulle anlægges en ny opløftet bane på strækningen – noget som aldrig skete.
Første delstrækning blev åbnet fra Flintholm Station til Vigerslev i 1929, mens resten af banen blev åbnet i 1930, hvor der samtidig kom persontrafik som motortog fra Hellerup til Frederiksberg, hvor trafikken imellem Vigerslev og Frederiksberg ophørte den dag, mens resten af strækningen fra Lyngbyvej til Frederiksberg lukkede senere på året. Stationerne på strækningen var på forhånd forberedt til S-togsdrift iflg. de anbefalinger Elektrificeringskommissionen af 1926 havde givet. Ved elektrificeringen var der kun små tilpasninger – det eneste større var anlæg af en bane fra nord til Vanløse Station.
Strækningen havde de første mange år en blandet trafik – S-tog til/fra Hellerup og Klampenborg og godstog til/fra Nordsjælland og Frihavnen. I 1986 blev DanLink-forbindelen åbnet, hvilket flyttede den internationale godstrafik til/fra Sverige til den nye færgeforbindelse Frihavnen-Helsingborg. De fleste godstog til/fra denne færge blev ført via Lersøen Station på denne bane. Da Øresundsforbindelsen bliver åbnet i 2000, flyttedes al DanLinks trafik over på den. På Godsforbindelsesbanen var der til sidst kun meget lidt tilbage – kun det daglige godstogpar fra Frederiksværk kørte regelmæssigt på banen.
Ved et forlig mellem SR-regeringen, SF og Enhedslisten december 1998 blev det besluttet, at resten af strækningen skulle ombygges til S-bane, og projektet blev ved et forlig i november 1999 fremskyndet. Ved forliget i 1999 blev endestation ændret fra Sjælør Station til Ny Ellebjerg Station, da VVM-undersøgelsen havde vist, at der var flere fordele ved den løsning. Anlægsloven blev vedtaget den 1. maj 2000, og anlægsarbejdet gik i gang umiddelbart efter.
Hele den gamle strækning blev fornyet med nye køreledninger og spor. Alle gamle sikringsanlæg blev senere fornyet afsluttende med Lersøen i 2006. Ved Vigerslev Station blev sporet til Vestbanen fjernet, og sporene på Godsforbindelsesbanen ved København blev flyttet omkring Vigerslev Allé, og Ringbanen overtog det gamle trace. På Hellerup Station blev der bygget et vendesporanlæg.

## Stationer
Banen forbinder følgende stationer:
- Hellerup St.
- Ryparken St. (hed indtil 1. oktober 1972 Lyngbyvej St.)
- Lersøen Station, tidligere gods- og rangerstation, forbindelse til Frihavnsbanen
- Bispebjerg St. (åbnet 28. september 1996)
- Nørrebro St.
- Fuglebakken St. (åbnet 1936)
- Grøndal St. (hed indtil 29. september 1996 Godthåbsvej St.)
- (C.F. Richs Vej St. var en midlertidig station, der lukkede da Flintholm åbnede)
- Flintholm St. (åbnet den 24. januar 2004) (mellem Vanløse st. og Peter Bangs Vej st. på Frederikssundbanen, og også med omstigning til metroen)
- KB Hallen St. (åbnet 8. januar 2005)
- Ålholm St. (åbnet 8. januar 2005)
- Danshøj St. (åbnet 8. januar 2005) (mellem Hvidovre St. og Valby St. på Høje Tåstrup-banen). Navngivet efter oldtidshøjen Danshøj i Valby
- Vigerslev Alle St. (åbnet 8. januar 2005)
- København Syd Station (under dette navn fra 10. december 2023), tidligere navn Ny Ellebjerg med fire forskellige perronplaceringer fra 8. januar 2005. Omstigningsmulighed til Køge Bugt-banen og regionaltog.

S-togslinje F kører på Ringbanen.

## Eksterne links
- Projektside for Ringbanen – bane.dk
- L 261 – Forslag til lov om anlæg af Ringbanen mellem Hellerup og Ny Ellebjerg.

| Jernbane | Spire Denne jernbaneartikel er en spire som bør udbygges. Du er velkommen til at hjælpe Wikipedia ved at udvide den. |

|  | Denne artikel kan blive bedre, hvis der indsættes geografiske koordinater Denne artikel omhandler et emne, som har en geografisk lokation. Du kan hjælpe ved at indsætte koordinater i wikidata. |